# Rhode Island
Rhode Island (officielt State of Rhode Island)  er en amerikansk delstat. Delstatens hovedstad og største by er Providence. Rhode Island har omkring 1.097.379(2020) indbyggere. Rhode Island blev optaget som USA's 13. delstat den 29. maj 1790.
Delstaten er på trods af sit navn hovedsageligt fastland. Rhode Island tog mottoet The Ocean State, da der er så meget kystlinje i delstaten, at ingen borgere behøver at køre mere end tredive minutter for at komme til en strand.

## Historie
I 1524 gennemrejste den italienske søfarer Giovanni da Verrazzano Nordamerikas atlanterhavskyst da han søgte efter en havrute igennem Nordamerika til Kina. Fra New York nåede han til Rhode Islands kyst og tog derfra for at genoptage søgningen efter Nordvestpassagen.
I 1614 besøgte den hollandske opdagelsesrejsende Adriaen Block øen, som nu kaldes Block Island. Roger Williams bosatte sig i 1636, efter at være blevet bandlyst fra Massachusetts Bay-kolonien for sit religiøse syn, yderst i Narragansett Bay nær Moshassuck-floden. Han kaldte stedet for Providence og erklærede det et sted for religiøs frihed for baptist-bosættere. Historisk er området unikt, da det blev købt to gange, én gang fra kongen af England og én gang fra oprindelige amerikanere, som boede der.
Anne Hutchinson blev bandlyst fra Massachusetts for at udtrykke sin tro på at folk kunne tale med Gud selv, ikke nødvendigvis gennem en præst. Hun og andre, inklusive William Coddington og John Clarke, grundlagde byen Portsmouth på Aquidneck Island. I 1639 forlod Coddington Portsmouth og grundlagde Newport på Aquidneck Island.
Samme år blev et formelt styre etableret for øen. Coddington blev den første guvernør og Philip Sherman den første sekretær. I 1643 grundlagde Samuel Gorton Shawomet, som nu kaldes Warwick.
Navnet Aquidneck Island ændredes til Rhode Island i 1644. Den 18. maj 1652 indførte Rhode Island den første lov i Nordamerika, som forbød slaveri.
Karl 2. af England gav John Clarke rådighedsret den 8. juli 1663 over Rhode Island og Providence-plantagerne, og forenede dermed de to kolonier til én. Rhode Island var den eneste af de 13 oprindelige kolonier, som havde fuldstændig religiøs frihed. I 1664 blev koloniens emblem antaget. Det viser et anker og ordet HOPE.
Rhode Island var den første af de britiske kolonier i Amerika, som erklærede sin uafhængighed (4. maj 1776). Rhode Island var den sidste af de oprindelige 13 delstater, som ratificerede USA's forfatning (29. maj 1790), og gjorde kun dette efter at være blevet truet med at få sin eksport toldbelagt som en udenlandsk nation.
Efter den industrielle revolution flyttede et stort antal arbejdere ind til byerne, og der udvikledes en permanent landløs og derfor stemmeløs klasse. I 1829 kunne 60% af statens frie hvide mænd ikke stemme. Flere forsøg blev gjort for at gøre noget ved dette problem. I 1842 skrev Thomas Dorr et udkast til en liberal forfatning, der blev vedtaget ved folkeafstemning. Men den konservative guvernør, Samuel Ward King, modsatte sig folkets ønsker, hvilket førte til Dorr-oprøret. En modificeret version af konstitutionen blev dog vedtaget samme år, som tillod alle hvide mænd at stemme, som ejede land eller som kunne betale én dollar i stemmeskat.
Under den Amerikanske Borgerkrig var Rhode Island den første delstat i Unionen, der sendte tropper af sted som svar på Præsident Lincolns anmodning om hjælp. Delstaten sendte 25.236 mand af sted, hvoraf 1.685 døde. Efter borgerkrigen afskaffede Rhode Island raceadskillelse. Indvandring efter krigen fik befolkningstallet til at vokse. Fra 1860'erne til 1880'erne kom de fleste indvandrere fra England, Irland, Tyskland, Sverige og Quebec i Canada. Hen mod slutningen af århundrede kom de fleste immigranter fra det sydlige og østlige Europa. Ved århundredeskiftet havde Rhode Island en stærkt voksende økonomi, som øgede efterspørgslen efter immigranter. I årene før 1. verdenskrig forblev Rhode Islands grundlov konservativ, og staten ratificerede aldrig alkoholforbuddet.

## Politik
Rhode Islands hovedstad er Providence. Delstatens nuværende guvernør er, siden 2. marts 2021, Demokraten Daniel McKee. De to senatorer i USA's Senat, Jack Reed og Sheldon Whitehouse, er Demokrater. De to medlemmer af Repræsentanternes Hus er også Demokrater.
Rhode Islands parlament består af et Repræsentanternes Hus med 75 medlemmer og et Senat med 38 medlemmer.
På føderalt niveau er Rhode Island en af de mest forudsigelige støtter til demokratiske præsidentkandidater, og det er her, at Demokraterne typisk opnår den mest solide støtte. I 1980 var Rhode Island én af de kun seks stater, der stemte imod Ronald Reagan. Ved Reagans jordskredssejr i 1984 gav Rhode Island Walter Mondale hans tredjebedste resultat. Rhode Island var Demokraternes bedste stat ved valgene i 1988 og 2000, og den andenbedste ved valgene i 1996 og 2004. Delstaten støttede Republikanerne indtil 1908, men har stemt Demokratisk ved 17 ud af 24 valg siden da. I 2004 gav Rhode Island John Kerry en sejr med en margen på mere end 20 procentpoint med 59,4% af stemmerne. Alle undtagen tre af Rhode Islands 39 byer stemte for den Demokratiske kandidat.
Rhode Island er en af de 15 delstater, der har afskaffet dødsstraf. Rhode Island afskaffede den tidligt, og udførte sin sidste henrettelse i 1840'erne.
Rhode Island har nogle af de højeste skatter i USA, især med hensyn til ejendomsskat.

## Geografi
Rhode Island er den mindste af USA's 50 delstater og har et areal på ca. 4.002  km², og grænser til Massachusetts mod nord og øst, til Connecticut mod vest, og til Rhode Island Sound og Atlanterhavet mod syd. Delstaten har en havgrænse mod New York mellem Block Island og Long Island. Delstatens gennemsnitshøjde er 60 m.
Rhode Island har kælenavnet The Ocean State og har en række strande. Delstaten er mestendels flad og uden egentlige bjerge. Det højeste naturlige punkt er Jerimoth Hill, som er 247 meter højt.
Rhode Island ligger i New England i regionen Appalacherne, og har to særlige naturlige regioner. Det østlige Rhode Island er lavland ved Narragansett Bay, mens den vestlige del er en del af det øvre New England. Bugten Narragansett Bay er et særligt kendetegn ved statens topografi. Block Island ligger ca. 19 km syd for fastlandet, og i bugten findes der i alt mere end 30 øer. Den største er Aquidneck Island, den andenstørste Conanicut Island og den tredjestørste Prudence Island.

### Klima
Rhode Island har et fugtigt fastlandsklima med varme, regnfulde somre og kolde vintre med sne. Den højeste temperatur, der er målt i Rhode Island var 40 °C i 1975 i Providence, og den koldeste var -25 °C i 1996 i Coventry. De månedlige gennemsnitstemperaturer varierer fra 28 °C til -7 °C.

### Større byer
Delstatens otte største byer er:
1. Providence (175.255)
2. Warwick (87.233)
3. Cranston (79.269)
4. Pawtucket (73.742)
5. East Providence (49.515)
6. Woonsocket (44.328)
7. Newport (26.475)
8. Central Falls (19.159)

### Amter
Der er kun fem amter i Rhode Island, kun Delaware har med sine tre amter færre:
- Bristol County
- Kent County
- Newport County
- Providence County
- Washington County

## Økonomi
Blackstone River Valley er kendt som arnestedet for den industrielle revolution i USA. Det var i Pawtucket, at Samuel Slater byggede sin mølle i 1793  for at skaffe energi til sit bomuldsværk. I en periode var Rhode Island en af de førende delstater inden for tekstiler. Men i forbindelse med depressionen flyttede de fleste tekstilfabrikker til det sydlige USA. Tekstilindustrien udgør stadig en del af Rhode Islands økonomi, men har ikke den samme betydning, som den en gang havde. I dag baseres det meste af delstatens økonomi på servicesektoren, især inden for sundhed og uddannelse, og til en hvis grad på fremstillingsindustri.
I 2000 var Rhode Islands bruttodelstatsprodukt 33 mia. USD, nr. 45 i USA. Den gennemsnitlige indkomst var samme år 29.685 USD, det 16. højeste i USA. Rhode Island har det laveste forbrug per capita blandt alle USA's delstater.
Sundhedssektoren er Rhode Islands største industri. Den andenstørste sektor er turisme, som har 39.000 arbejdspladser, og genererede 3,26 mia. USD i salg i 2000. Den tredjestørste sektor er fremstilling, og industriprodukterne omfatter bl.a. smykker, metalprodukter, elektrisk udstyr, maskiner og skibsbygning. Landbrugsprodukterne omfatter bl.a. haveplanter, grøntsager, mælkeprodukter og æg.

## Demografi
Ifølge U.S. Census Bureau havde Rhode Island i 2005 et anslået befolkningstal på 1.076.189, hvilket var en stigning på 2,7% siden 2000.
De seks største ophavsgrupper i Rhode Island er: Italiensk-amerikanere (19%), irsk-amerikanere (19%), fransk-canadiere (17,3%), engelsk-amerikanere (12%), latinamerikanere (11%), portugisisk-amerikanere (8,7%).
Rhode Island har en højeste procentandel i USA af indbyggere med portugisisk ophav, som stammer fra indvandrere fra Portugal og Kap Verde.

### Religion
De religiøse tilhørsforhold blandt indbyggerne i Rhode Island er:
- Kristne – 87,5%
  - Katolikker – 63,6%,
  - Protestanter – 21,6%
    - Baptister – 6,3%
    - Anglikanere – 5,1%
    - Andre protestanter – 10,2%,

  - Andre kristne – 2,3%
- Jøder – 1,6%,
- Muslimer – 0,4%
- Ikke-religiøse – 6%,
- Andre religioner – 4,5%;.

Rhode Island har den største procentandel af befolkningen, der er katolikker i USA. Dette skyldes især indvandringen fra Irland, Italien, Fransk Canada, Portugal og Latinamerika. Selv om andelen af indbyggerne, der er katolikker, er den højeste blandt alle USA's delstater, er katolikkerne ligeligt fordelt i hele delstaten. Rhode Island og Utah er de eneste delstater i USA, hvor et flertal af befolkningen tilhører ét trossamfund.